# アニメロミックスPresents Say! GoodLuck!
『アニメロミックスPresents Say! GoodLuck!』（アニメロミックス プレゼンツ セイ グッドラック）とは、「超!放送局」で2007年11月9日ころから2008年12月12日（金曜日）まで配信されたインターネットラジオである。

## 概要
2007年6月9日に1回限定で放送された『Say! GoodLuck!!』を前身とし、「声優グランプリ」の公式ホームページ上で「番組のページを作り上げる」という趣旨で配信された。最初の4回は公開録音の模様を配信。
パーソナリティ
- 鷲崎健（ミュージシャン）
- 平野綾（声優・歌手）

配信・更新スケジュール
- 「超!放送局」で配信をスタート。2008年4月頃からニコニコ動画内「ニコニコアニメチャンネル」でも更新されるようになった。
- 配信期間中は第1回分からバックナンバーがあったが、更新を重ねた2009年現在、ニコニコ動画にこの番組のバックナンバーは残されていない（削除時期不明）。

## 『Say! GoodLuck!!』
2007年6月9日に配信され、この当時にリニューアルされた声優グランプリを宣伝する番組だった（詳細は外部リンクを参照）。